# Abisara lusi
Abisara lusi är en fjärilsart som beskrevs av Lee 1962. Abisara lusi ingår i släktet Abisara och familjen Riodinidae. Inga underarter finns listade i Catalogue of Life.